# موزه تاریخ طبیعی استونی

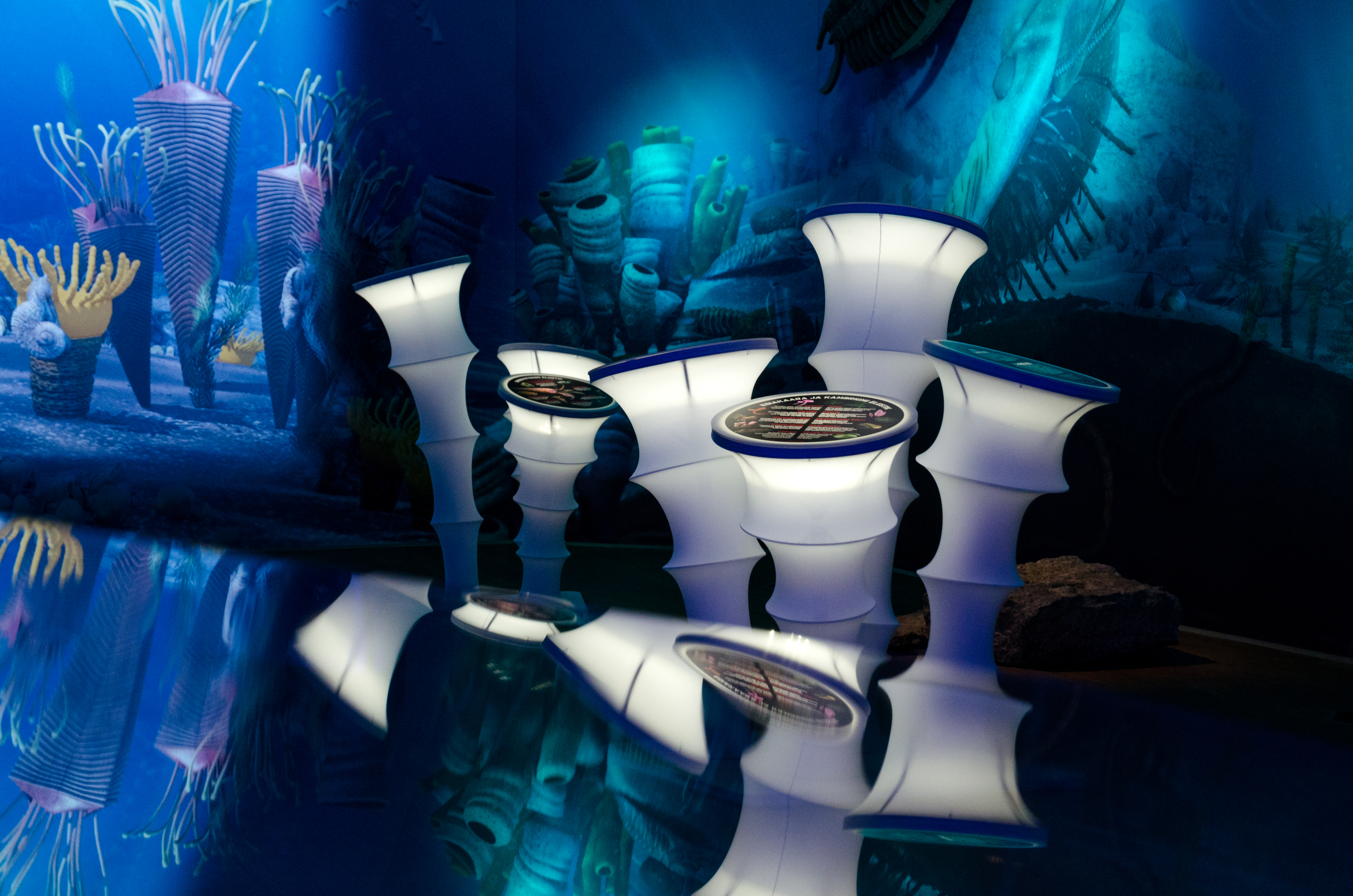
نمایشگاه "اسرار دریای باستان" در موزه تاریخ طبیعی استونی

موزه تاریخ طبیعی استونی (انگلیسی: Estonian Museum of Natural History) یک موزه در منطقه وانالین، تالین، استونی است.
این موزه که دربارهٔ تاریخ طبیعی کشور استونی است در قرن ۱۹ میلادی بنیان‌گذاری شده شامل بخش‌های زمین‌شناسی، جانورشناسی، قارچ‌شناسی و گیاه‌شناسی است. مجموعه‌های موزه تاریخ طبیعی استونی حاوی نزدیک به ۳۰۰۰۰۰ نمونه است که تقریباً ۹۰٪ گونه‌های گیاهان، سوسک‌ها، پروانه‌ها، پرندگان و پستانداران که در استونی یافت می‌شوند. در این مجموعه‌ها نشان داده می‌شوند.